# Ctenucha augusta
Ctenucha augusta är en fjärilsart som beskrevs av Edwards 1887. Ctenucha augusta ingår i släktet Ctenucha och familjen björnspinnare. Inga underarter finns listade i Catalogue of Life.